# Fairview (Nova Jersey)
Fairview és una població dels Estats Units a l'estat de Nova Jersey. Segons el cens del 2008 tenia 13.540 habitants.

## Demografia
Segons el cens del 2000, Fairview tenia 13.255 habitants, 4.861 habitatges, i 3.179 famílies. La densitat de població era de 6.020,9 habitants/km².
Dels 4.861 habitatges en un 30% hi vivien nens de menys de 18 anys, en un 47,3% hi vivien parelles casades, en un 11,5% dones solteres, i en un 34,6% no eren unitats familiars. En el 28% dels habitatges hi vivien persones soles l'11,8% de les quals corresponia a persones de 65 anys o més que vivien soles. El nombre mitjà de persones vivint en cada habitatge era de 2,73 i el nombre mitjà de persones que vivien en cada família era de 3,31.
Per edats la població es repartia de la següent manera: un 21,1% tenia menys de 18 anys, un 11,5% entre 18 i 24, un 34,6% entre 25 i 44, un 19% de 45 a 60 i un 13,8% 65 anys o més.
L'edat mediana era de 34 anys. Per cada 100 dones de 18 o més anys hi havia 105,7 homes.
La renda mediana per habitatge era de 40.393 $ i la renda mediana per família de 46.365 $. Els homes tenien una renda mediana de 35.000 $ mentre que les dones 29.905 $. La renda per capita de la població era de 18.835 $. Aproximadament el 9,3% de les famílies i l'11,8% de la població estaven per davall del llindar de pobresa.

## Poblacions més properes
El següent diagrama mostra les poblacions més properes.